# Husa tundrová
Husa tundrová (Anser serrirostris) je druh husy, která hnízdí na Sibiři. 

## Systematika a výskyt
Husa tundrová byla tradičně považována za konspecifickou s husou polní, nicméně Mezinárodní unie ornitologů (IOU) tuto husu považuje za samostatný druh s těmito poddruhy:
- A. s. rossicus Buturlin, 1933 – hnízdí v severním Rusku a na severozápadní Sibiři;
- A. s. serrirostris Gould, 1852 – hnízdní na severovýchodním Sibiři.

Studie z roku 2020 publikovaná v časopise Nature nicméně došla k závěru, že by husa tundrová a husa polní měly být považovány za poddruhy. Druhové jméno serrirostris pochází z latinského serra = pilka, a -rostris = zobákový.
Celkový počet hus tundrových se odhaduje na 50–70 tisíc.